# Zeitschrift für Dialektologie und Linguistik
Le Zeitschrift für Dialektologie und Linguistik (Revue de dialectologie et linguistique en allemand, ZDL en sigle) est une revue allemande de dialectologie et de linguistique. Son premier tome a été publié en 1900.
La revue a plusieurs fois changé de nom :
- Zeitschrift für hochdeutsche Mundarten (1900-1905)
- Zeitschrift für Deutsche Mundarten (1906-1924)
- Teuthonista: Zeitschrift für deutsche Dialektforschung und Sprachgeschichte (1924-1934)
- Zeitschrift für Mundartforschung (1935-1968)
- Zeitschrift für Dialektologie und Linguistik (1969-2011)